# Internationale Arnim-Gesellschaft
Die Internationale Arnim-Gesellschaft e.V. (IAG) betreibt die Erforschung von Leben und Werk Ludwig Achim von Arnims (1781 bis 1831) und will Erkenntnis, Wissen und Kommunikation über den Autor, über seine Verflechtung in der romantischen Literaturepoche und seine Stellung in der politischen Umbruchszeit zwischen Revolution und Restauration befördern.

## Geschichte
Die Internationale Arnim-Gesellschaft wurde 1995 gegründet und unterstützt die historisch-kritische Gesamtausgabe der Werke, Schriften, Aufzeichnungen und Briefwechsel (Weimarer Arnim-Ausgabe – WAA) und veröffentlicht die Ergebnisse ihrer Kolloquien in den Schriften der Internationalen Arnim-Gesellschaft.
Als Mitteilungsblatt des Vereins erscheint seit 2000 die neue Zeitung für Einsiedler.

## Publikationen
- Schriften der Internationalen Arnim-Gesellschaft
  - Band 1: Universelle Entwürfe – Integration – Rückzug: Arnims Berliner Zeit (1809–1814). Zernikower Kolloquium der Internationalen Arnim-Gesellschaft. Hrsg. von Ulfert Ricklefs. Tübingen: Niemeyer 2000.
  - Band 2: »Frohe Jugend, reich an Hoffen«. Der junge Arnim. Wiepersdorfer Kolloquium der Internationalen Amim-Gesellschaft. Hrsg. von Roswitha Burwick und Heinz Härtl. Tübingen: Niemeyer 2000.
  - Band 3: Arnim und die Berliner Romantik. Kunst, Literatur und Politik. Berliner Kolloquium der Internationalen Arnim-Gesellschaft. Hrsg. von Walter Pape. Tübingen: Niemeyer 2001.
  - Band 4: Romantische Identitätskonstruktionen: Nation, Geschichte und (Auto-)Biographie. Glasgower Kolloquium der Internationalen Arnim-Gesellschaft. Hrsg. von Sheila Dickson und Walter Pape. Tübingen: Niemeyer 2003.
  - Band 5: Das »Wunderhorn« und die Heidelberger Romantik: Mündlichkeit, Schriftlichkeit, Performanz. Heidelberger Kolloquium der Internationalen Arnim-Gesellschaft. Hrsg. von Walter Pape. Tübingen: Niemeyer 2005.
  - Band 6: Romantische Metaphorik des Fließens. Körper, Seele, Poesie. Schönburger Kolloquium der Internationalen Arnim-Gesellschaft. Hrsg. von Walter Pape. Tübingen: Niemeyer 2007.
  - Band 7: Raumkonfigurationen in der Romantik. Eisenacher Kolloquium der Internationalen Arnim-Gesellschaft. Hrsg. von Walter Pape. Tübingen: Niemeyer 2009.
  - Band 8: Achim von Arnim und sein Kreis. Hrsg. von Steffen Dietzsch und Ariane Ludwig. Berlin: de Gruyter 2010.
  - Band 9: Emotionen in der Romantik. Repräsentation, Ästhetik, Inszenierung. Hrsg. von Antje Arnold und Walter Pape. Berlin: de Gruyter 2012.
  - Band 10: Die Farben der Romantik. Physik, Physiologie, Kunst, Ästhetik. Hrsg. von Walter Pape. Berlin: de Gruyter 2014.
  - Band 11: Die alltägliche Romantik: Gewöhnliches und Phantastisches, Lebenswelt und Kunst. Hrsg. von Walter Pape unter Mitarb. von Roswitha Burwick. Berlin: de Gruyter 2016.
  - Band 12: Romantik und Recht: Recht und Sprache, Rechtsfälle und Gerechtigkeit. Hrsg. von Antje Arnold und Walter Pape. Berlin: de Gruyter 2018.
  - Band 13: Einsamkeit und Pilgerschaft: Figurationen und Inszenierungen in der Romantik. Hrsg. v. Antje Arnold, Walter Pape und Norbert Wichard. Berlin, Boston: de Gruyter 2020.